# Nissan Magnite
La Nissan Magnite è una crossover SUV prodotta dalla casa automobilistica giapponese Nissan a partire dal 2020.

## Profilo e contesto
Il nome "Magnite" è una combinazione delle parole "magnetico" e "ignite".
Presentata nell'ottobre 2020, la Magnite su posiziona sotto la Kicks nella gamma di SUV Nissan, essendo il crossover Nissan più piccolo in produzione. Costruito a Chennai in India, utilizza la stessa piattaforma della Renault Triber.
Durante la fase di sviluppo, originariamente nei piani del gruppo Nissan la Magnite è doveva essere marchiata Datsun. Tuttavia, poiché i vertici del gruppo avevano deciso di dismettere il marchio Datsun, la Magnite ormai prossima alla produzione in serie fu marchiata Nissan nelle fasi finali di test e collaudo. 
Il modello di produzione è stato presentato il 21 ottobre 2020 e la produzione è iniziata il 30 ottobre 2020. La Magnite è costruito su una versione allungata della piattaforma CMF-A chiamata piattaforma CMF-A+. La piattaforma è utilizzato come base costruttiva anche dalle Renault Triber e Renault Kiger.

## Motorizzazioni
| Modello   | Disponibilità | Motore  | Cilindrata (cm³) | Potenza max    | Coppia max (Nm) | Emissioni CO2 (g/km) | 0–100 km/h (secondi) | Velocità max (km/h) | Consumo medio (km/L) |
| 1.0       | dal 12/2020   | Benzina | 999              | 53 kW (72 CV)  | 96              | -                    | K. UN.               | K. UN.              | 5,3                  |
| 1.0 turbo | dal 12/2020   | Benzina | 999              | 74 kW (100 CV) | 160             | -                    | K. UN.               | K. UN.              | 5,0                  |